# توموکازو سکی
توموکازو سکی (انگلیسی: Tomokazu Seki؛ زاده ۸ سپتامبر ۱۹۷۲) یک خواننده و صدا پیشه اهل ژاپن است.